# Селін ван Дойн
Селін ван Дойн (нід. Celine van Duijn, 4 листопада 1992) — нідерландська стрибунка у воду.
Учасниця Олімпійських Ігор 2020 року.
Чемпіонка Європи з водних видів спорту 2018 року.